# Vigoroso da Siena

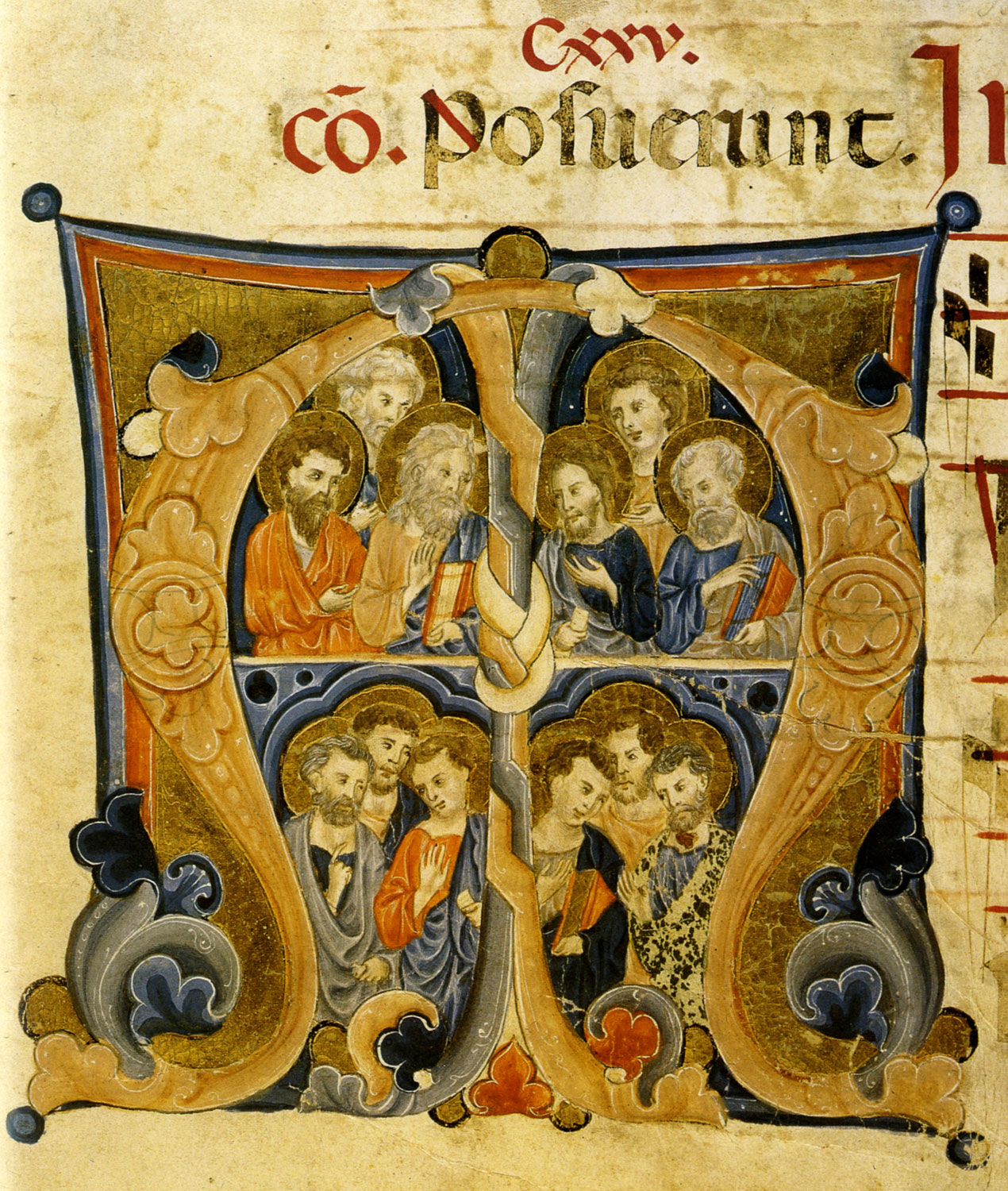
Dodici Apostoli, Fondation Cini, Venise.

Vigoroso da Siena (v. 1240 – Sienne, v. 1295) est un peintre et un enlumineur italien, un précurseur de l'école siennoise de la fin du Duecento, qui, avec Guido da Siena et Dietisalvi di Speme, précéda  les peintres plus illustres comme Duccio di Buoninsegna. 

## Biographie
On note l'activité de Vigoroso à Sienne à partir de 1276, quand il obtient la citoyenneté siennoise (car il n'y est pas né), et, en 1293, quand il est payé pour une tavoletta di  Biccherna. 
Son œuvre majeure est  le Retable de Santa Giuliana conservé aujourd'hui à la  Galerie nationale de l'Ombrie de Pérouse, datée et signée 1291, provenant de la Chiesa di Santa Giuliana de la ville. 
On le rtrouve noté 

## Œuvres
Miniatures :

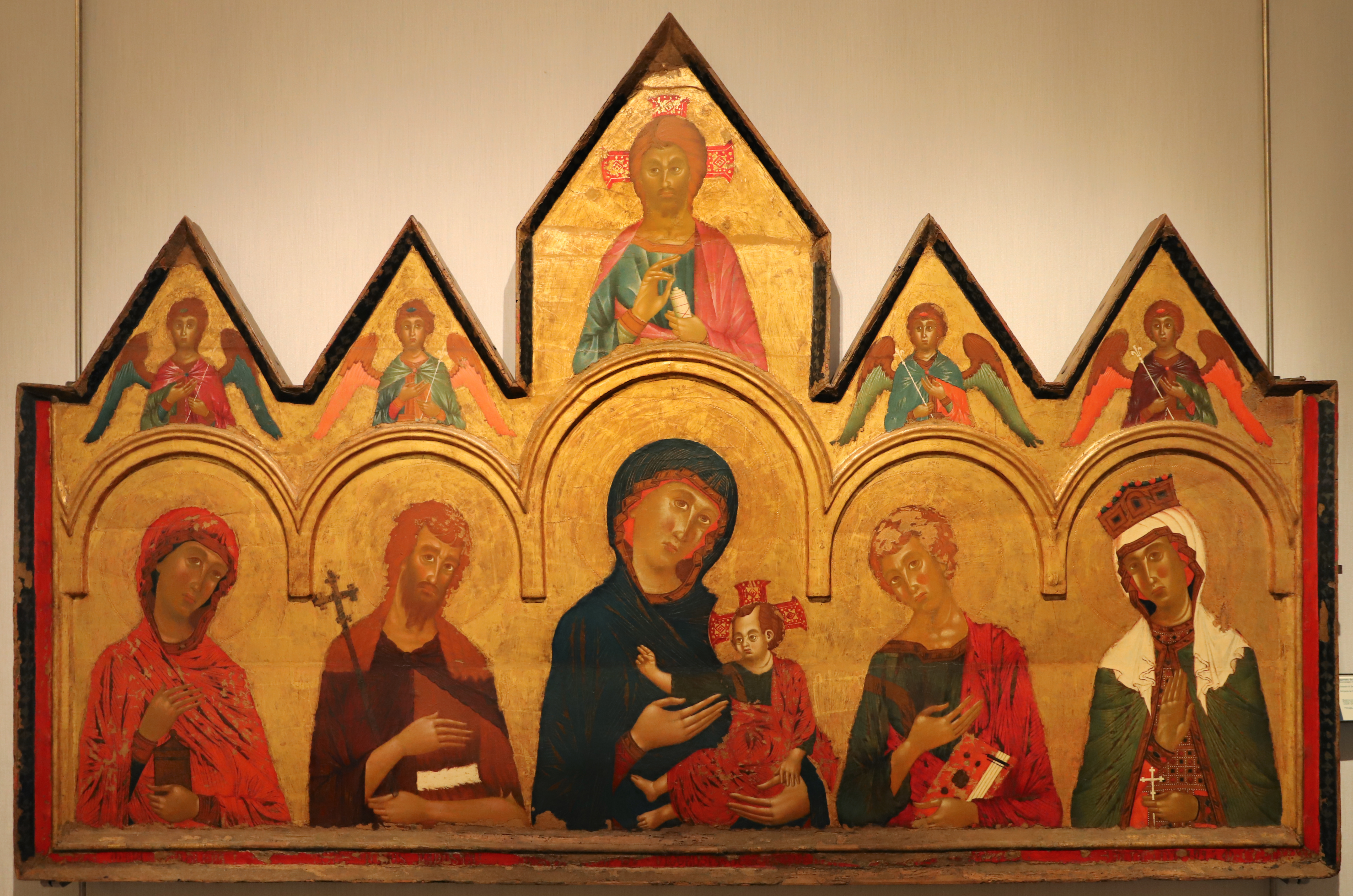
Retable de Santa Giuliana. 1291.
Galerie nationale de l'Ombrie, Pérouse

- Illustrations de pages  du  Dodici Apostoli,  Fondation Cini, Venise
- Tavoletta di Biccherna (1er semestre 1293)[1]

Retables :
- Retable de Santa Giuliana (1291), église Santa Giuliana, tempera et or sur bois représentant la Vierge à l'Enfant avec les saintes Marie-Madeleine, Jean-Baptiste, Jean l'Évangéliste et Giuliana  ; sur le pinacle : Christ bénissant et quatre anges, conservée aujourd'hui à la Galerie nationale de l'Ombrie de Pérouse.